# 巴马镇
巴马镇，是中华人民共和国广西壮族自治区河池市巴马瑶族自治县下辖的一个乡镇级行政单位。

## 行政区划
巴马镇下辖以下地区：
城东社区、城中社区、城南社区、城北社区、巴马村、巴发村、巴廖村、设长村、盘阳村、法福村、练乡村、坡腾村、巴定村、赐福村、那坝村、龙洪村、介莫村和元吉村。